# Klášterská Lhota
Klášterská Lhota (en allemand : Mönchsdorf) est une commune du district de Trutnov, dans la région de Hradec Králové, en Tchéquie. Sa population s'élevait à 233 habitants en 2020.

## Géographie
Klášterská Lhota se trouve à 18 km à l'ouest de Trutnov, à 41 km au sud-sud-est de Hradec Králové et à 103 km au nord-nord-est de Prague.
La commune est limitée par Kunčice nad Labem au nord, par Prosečné à l'est, par Hostinné au sud-est et par Dolní Kalná au sud et à l'ouest.

## Histoire
La première mention écrite du village date de 1270.